# Toetëlèr Wit
Toetëlèr Wit is een Belgisch bier van hoge gisting.
Het bier wordt sinds 2011 gebrouwen in Brouwerij Den Toetëlèr te Hoeselt.
Het is een blond witbier met een alcoholpercentage van 5,2%. Toetëlèr is het Limburgs dialectwoord voor vlierstruik. Omdat het oude hout van de vlierstruik hol is binnenin, werd dit als fluitje of toeter gebruikt, vandaar de benaming.